# Windham Wyndham-Quin, IV conte di Dunraven e Mount-Earl
Windham Thomas Wyndham-Quin, IV conte di Dunraven e Mount-Earl (12 febbraio 1841 – 14 giugno 1926) è stato un politico e giornalista irlandese.

## Biografia
Lord Dunraven era il figlio di Edwin Wyndham-Quin, III conte di Dunraven e Mount-Earl, e della sua prima moglie, Florence Augusta Goold, terza figlia di Thomas Goold. È stato educato alla Christ Church, Oxford.

## Carriera militare
Dopo essere stato tenente delle 1st Life Guards, Dunraven divenne, all'età di ventisei anni, un corrispondente di guerra per il quotidiano londinese The Daily Telegraph. In questa veste, ha condiviso una tenda con Henry Stanley del The New York Herald. Dunraven divenne un corrispondente speciale durante la guerra franco-prussiana (1870-1871). Riferì l'assedio di Parigi, vide la terza guerra carlista e la guerra in Turchia, e probabilmente la guerra russo-turca. Dunraven fu testimone sia della firma del trattato di Versailles, che pose fine alla Grande Guerra nel 1919.
Ha servito come guardiamarina della 4th Company, Oxford University Rifle Volunteer Corps il 30 dicembre 1859, raggiungendo il grado di tenente il 1 marzo 1860. Si dimise il 3 dicembre 1861. Fu cornetta e sottotenente del 1st Life Guards il 2 giugno 1865. Acquistò la promozione a tenente alla stessa data (che era consuetudine all'epoca). Fu aiutante di campo extra del Lord Luogotenente dell'Irlanda nel 1864. Si ritirò il 1 febbraio 1867. Fu tenente della Gloucestershire Yeomanry Cavalry e si dimise dalla sua commissione il 9 giugno 1875. Fu nominato Colonnello Onorario del Glamorgan Artillery (Western Division) Royal Artillery il 17 aprile 1895. Fu nominato al Colonnello Onorario del 5th Battalion, the Royal Munster Fusiliers, il 25 agosto 1897.

### Seconda guerra boera
Durante le prime fasi della guerra sudafricana (1899-1902), l'esercito britannico subì sconfitte per mano dei boeri. L'effetto nel Regno Unito è stato quello di radunare corpi di volontari. Il conte di Dunraven formò un comitato nel dicembre 1899 per organizzare uno squadrone di "tiratori scelti", volontari che potevano cavalcare e sparare bene. Nel marzo del 1900 era stato creò il battaglione (18th Bn Imperial Yeomanry).
Il 6 aprile 1900, i tiratori scelti di Dunraven partirono per il Sudafrica. Lord Dunraven, all'ultimo momento, decise di accompagnarli. Il 17 aprile 1900 fu nominato capitano del (Supernumerary) of the 18th Battalion of the Imperial Yeomanry, con il grado temporaneo di capitano nell'Esercito (1900-1901). Fu menzionato nei dispacci da Lord Roberts, Comandante in capo durante la prima parte della guerra.
Nel gennaio 1901, il governo fece un ulteriore appello per lo yeomanry e tra febbraio e marzo, altri 1.200 uomini furono reclutati dal comitato dei tiratori scelti. I tiratori scelti hanno combattuto molte azioni su piccola scala contro i boeri, con crescente abilità, e hanno mostrato il lor valore come di truppe mobili, armate e piene di risorse. Dopo il loro successo, a Lord Dunraven è stato dato il permesso di creare un reggimento per il servizio a casa. Il 23 luglio 1901, venne creata la 3rd County of London (Sharpshooters) Imperial Yeomanry.
Il 25 marzo 1902 Dunraven rassegnò le sue dimissioni e ricevette una nuova commissione, soggetta alle disposizioni della Militia and Yeomanry Act, 1901, conservando il suo rango e anzianità come Tenente-Colonnello. Il 6 agosto 1904 fu nominato colonnello onorario del reggimento.

## Carriera politica
Dunraven successe a suo padre nella contea nel 1871 e prese posto nella Camera dei lord. Ha servito come Sottosegretario di Stato per le colonie sotto Lord Salisbury (1885-1886 e 1886-1887). È stato presidente della Commissione sul lavoro (1888-1890). Come esponente dell'Alleanza Unionista Irlandese, ha cercato di portare a una soluzione pacifica alla questione delle terre irlandesi e alla richiesta della Home rule. Nel 1897 pubblicò The Outlook in Ireland, the case for Devolution and Conciliation che fu ristampato nel 1907.
Dunraven era un membro inaugurale del Consiglio della contea di Glamorgan, rappresentando Bridgend (1889-1892). Sedette anche come consigliere del partito conservatore che rappresentava Wandsworth nel consiglio della contea di Londra (1895-1899).
Dunraven era il proprietario di Adare Manor ad Adare, nella contea di Limerick. Seguendo l'iniziativa di George Wyndham, il segretario principale per l'Irlanda, fu determinato nel formare la Land Conference del 1902, di cui era presidente. Insieme a William O'Brien, la conferenza ha portato alla pubblicazione di un rapporto unanime a gennaio che ha portato alla promulgazione della legge Land (Purchase) Act (1903). Ciò pose fine all'ultima traccia di assenteismo dei proprietari terrieri in Irlanda e permise agli affittuari di acquistare terreni dai loro proprietari a condizioni finanziarie favorevoli.
Dopo aver presieduto la Land Conference, Lord Dunraven fondò l'Irish Reform Association. Dopo la fondazione dello Stato libero irlandese, divenne membro del primo Senato nel dicembre 1922 e prestò servizio fino alle sue dimissioni nel gennaio 1926.

### Colorado
Lord Dunraven trascorse gran parte del suo tempo libero a caccia di selvaggina in varie parti del mondo. Dopo aver ascoltato di come si caccia nell'ovest americano, decise di andarci. Arrivò per la prima volta nel 1872 e incontrò e frequentò Texas Jack Omohundro, che fungeva da guida e guidò la comitiva del conte nella caccia al bisonte e all'alce. Nel 1874 ritornò per una seconda visita, esplorando il Parco di Yellowstone. Questo viaggio sarebbe stato documentato nel suo libro Hunting in the Yellowstone or On the Trail of the Wapiti with Texas Jack in the Land of Geysers. Più tardi nello stesso viaggio, il giovane conte decise di trasformare l'intero Estes Park, in Colorado, in una riserva di caccia ad suo uso esclusivo e dei suoi amici inglesi e irlandesi. Estendendo le disposizioni del Homestead Act e dei diritti di prelazione, Dunraven rivendicò 15.000 acri (61 km²) in quello che in seguito fu designato come l'attuale Rocky Mountain National Park. I suoi sforzi hanno portato a quello che è stato definito "uno dei più giganteschi furti di terra nella storia del Colorado". La venuta di altri coloni nel 1874 e nel 1875 fermò questa appropriazione di terra all'ingrosso.
Nel 1876, il conte commissionò ad Albert Bierstadt un dipinto su tela di Longs Peak e Estes Park per un valore di 15000 $, equivalente a 345,281 $ nel 2017. Aveva intenzione di appenderlo a Dunraven Castle. Bierstadt viaggiò con Theodore Whyte, il socio del conte, nella zona e visitò le località per realizzare schizzi e dipinti; Whyte stava anche lavorando per identificare un sito per un hotel per il conte. Il dipinto è ora conservato nella collezione d'arte della Denver Public Library. Sebbene per trentatré anni Dunraven considerasse il parco come sua proprietà personale, i coloni no. La loro ostilità lo costrinse a rinunciare all'idea.

## Impresa turistica
Bierstadt, commissionato da Dunraven per dipingere a Estes Park, lo ha anche aiutato a selezionare il sito per l'English Hotel and Lodge di Dunraven, che è stato costruito nel 1877. Si trovava in un'area a est dell'attuale villaggio di Estes Park ed è stato il primo hotel strettamente turistico costruito nel parco. L'hotel era un edificio a tre piani con struttura in legno. Aveva dodici finestre strette e una grande porta che si apriva su un portico con colonne a un piano. Il tetto di questo portico formava un ponte aperto circondato da una ringhiera a mano. Il portico correva per tutta la lunghezza del fronte dell'edificio e circa a metà di ogni estremità.
Nonostante il successo di questo English Hotel and Lodge, Dunraven lasciò l'area per sempre alla fine del 1880.
Dunraven capì che sarebbe stato impossibile per lui controllare tutta la regione del parco; nel 1907 vendette la sua proprietà a BD Sanborn di Greeley, Colorado e Freelan Oscar Stanley di Newton, Massachusetts. Stanley in seguito costruì lo storico Stanley Hotel a Estes Park. L'English Hotel and Lodge di Dunraven fu distrutto da un incendio nel 1911.

## Sportivo
Lord Dunraven ha mantenuto una scuderia equestre nella sua tenuta di Adare Manor. Ha sperimentato la coltivazione del tabacco fino a quando la sua fabbrica non fu bruciata nel 1916. Appassionato velista, il conte era proprietario e comproprietario degli yacht della Coppa America (1893-1895), Valkyrie II e Valkyrie III.

## Matrimonio
Sposò, il 29 aprile 1869, Florence Elizabeth Kerr (?-16 settembre 1916), figlia di Lord Charles Kerr. Ebbero tre figlie:
- Lady Florence Enid Wyndham-Quin1 (13 giugno 1870-luglio 1891);
- Lady Rachael Charlotte Wyndham-Quin (20 febbraio 1872-30 gennaio 1901), sposò Desmond FitzGerald, ebbero un figlio;
- Lady Aileen May Wyndham-Quin (9 aprile 1873-25 febbraio 1962)[27], sposò Reginald Brabazon, XIII conte di Meath, ebbero tre figli.

## Morte
Nel 1869, Lord Dunraven rivelò nei suoi diari, sotto il titolo "Experiences in Spiritualism with D. D. Home", che aveva dormito nello stesso letto con Daniel Dunglas Home. Molte delle voci del diario contengono riferimenti erotici omosessuali tra Adare e Home.
Dal 1900 in poi Lord Dunraven modificò i giardini su "Garinish Island", vicino a Sneem, nella contea di Kerry, che aveva ereditato da suo padre, in un giardino selvaggio subtropicale. La casa, chiamata "Garinish Lodge", fu bruciata nel settembre 1922 durante la guerra civile irlandese (1922-1923), ma in seguito ricostruita.
Lord Dunraven morì nel giugno 1926, all'età di 85 anni. Quando morì senza un erede maschio, la contea passò a un cugino, Windham Wyndham-Quin, V conte di Dunraven e Mount-Earl. La baronia di Kenry, che era stata creata per suo padre, si estinse. Lasciò tutte le sue proprietà incolte (acquisite durante la sua vita), tra cui Garinish Island, il suo yacht e i cavalli da corsa per la sua unica figlia sopravvissuta, Aileen. Dunraven fu sepolto a St. Nicholas' Church of Ireland ad Adare, nella contea di Limerick, in Irlanda.